# عين الديوك الفوقا
عين الديوك الفوقا  هي قرية فلسطينية تقع على بعد 8 كم إلى الشمال الغربي من مدينة أريحا، على الطريق الرابط بين أريحا والنويعمة. تتميز القرية بموقعها الجغرافي المميز، إذ تنخفض عن سطح البحر بحوالي 140 مترًا. يعتقد أن اسم "الديوك" هو تحريف لكلمة "دوك" السريانية التي تعني "المكان" أو "الموقع"، بينما يُطلق على القرية أيضًا اسم "الديوك الفوقا"، وذلك في إشارة إلى تميزها عن قرية الديوك التحتا القريبة. القرية تتبع محافظة أريحا، وتعد من القرى الصغيرة في المنطقة. في عام 1994 تم تشكيل عين الديوك الفوقا والنويعمة كمجلس محلي واحد. بعد اتفاقيات عام 1995، تم تصنيف 52.3% من أراضي عين الديوك الفوقا كمنطقة أ، والباقي 47.7% هي منطقة ج.

## المعالم السياحية
من أبرز معالم القرية الطبيعية عين ماء تُسمى "عين الديوك"، والتي تشكل نقطة جذب سياحية مهمة للسكان والزوار على حد سواء. تعتبر هذه العين من المصادر الطبيعية التي تساهم في الحياة الزراعية في المنطقة، حيث تستخدم مياهها في ري الأراضي الزراعية المجاورة.

## البنية العمرانية
تتميز القرية بوجود العديد من البيوت القديمة التي تعكس الطابع المعماري التقليدي في المنطقة. وفقًا للبحث الميداني، تم تسجيل حوالي 27 بيتًا قديمًا في القرية. الغالبية العظمى من هذه البيوت، أي حوالي 85%، بنيت بشكل منفرد وغير متصل ببعضها. تتفاوت الحالة الإنشائية لهذه البيوت بين متوسطة وجيدة جدًا، ومعظمها يتألف من طابق واحد. أما فتحات الأبنية فهي مستطيلة الشكل، والأبواب بسيطة وذات عتب خشبي بارز أو مغطى باللبن. أما الأرضيات فيتم استخدامها عادةً من الطين أو الإسمنت.

## موقعها
القرية تمتد طولياً على شارع رئيسي غير معبد، ويقع جزء كبير منها على سفح جبل مطل على وادٍ، مما يعطيها منظرًا طبيعيًا رائعًا. كما توجد أجزاء أخرى من القرية تقع داخل الوادي. هذه التضاريس تضيف إلى جمال القرية وتزيد من تميزها الطبيعي.

## الأنشطة الاقتصادية والزراعية
تشهد عين الديوك الفوقا نشاطًا زراعيًا مهمًا حيث تكثر فيها زراعة الموز والبرتقال، بالإضافة إلى بعض المحاصيل الأخرى التي تزرع في الأراضي القريبة. يعتمد العديد من سكان القرية على الزراعة كمصدر أساسي للرزق، ويُعتبر هذا النشاط من أهم جوانب الحياة الاقتصادية في القرية.

## السكان
بلغ عدد سكان القرية في عام 2004 حوالي 800 نسمة. ومعظم السكان يعتمدون في حياتهم على الأنشطة الزراعية ويمثلون جزءًا من النسيج الاجتماعي والاقتصادي لمنطقة أريحا. حسب الجهاز المركزي للإحصاء الفلسطيني، بلغ عدد سكان عين الديوك الفوقا 885 نسمة في عام 2017. في عام 1997، شكل اللاجئون نسبة 27.9% من السكان. يتم توفير الرعاية الصحية الأولية للقرية من خلال مساهمات وزارة الصحة ولجنة الإغاثة الطبية.